# Museo del Área Fundacional

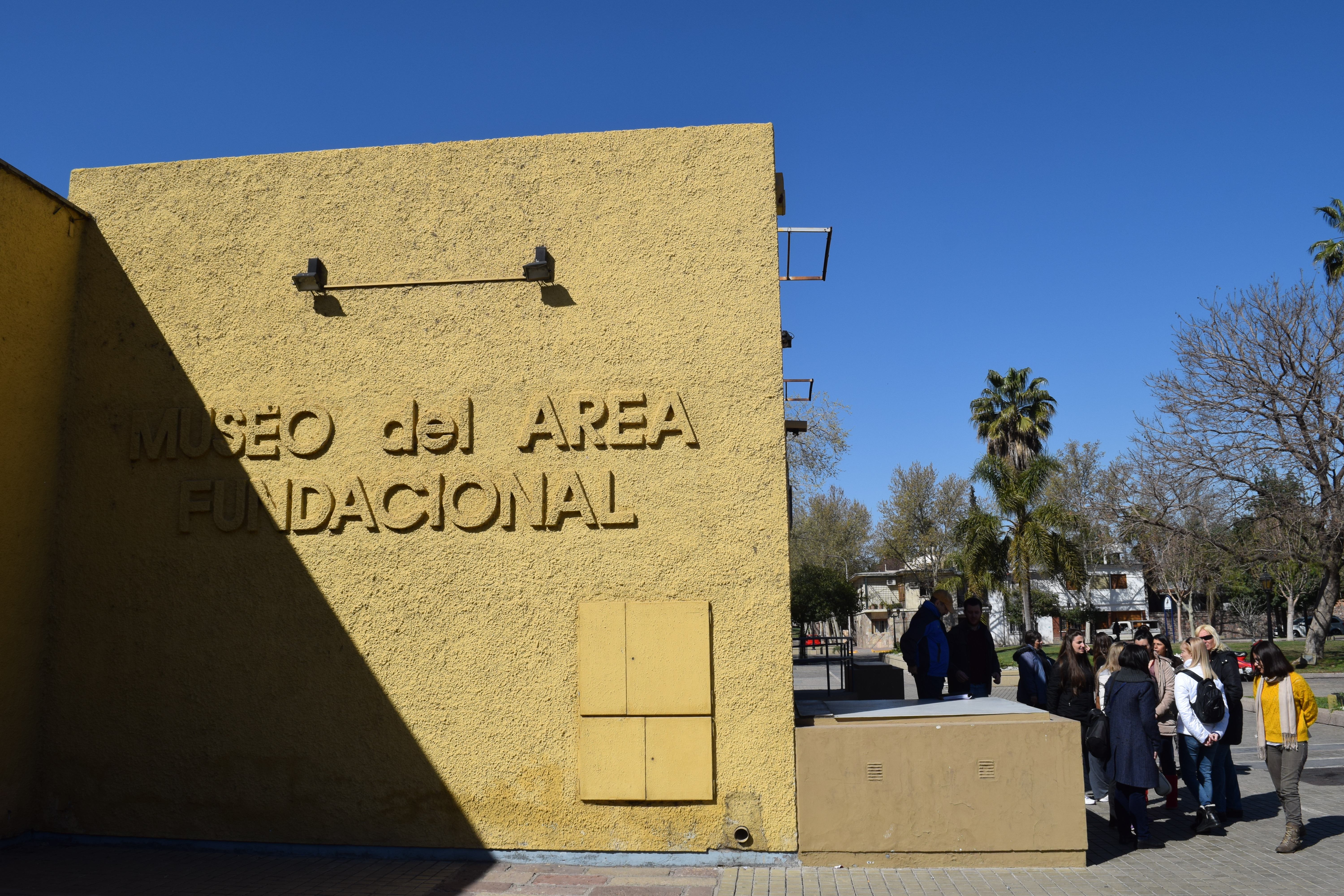
El Museo del Área Fundacional.

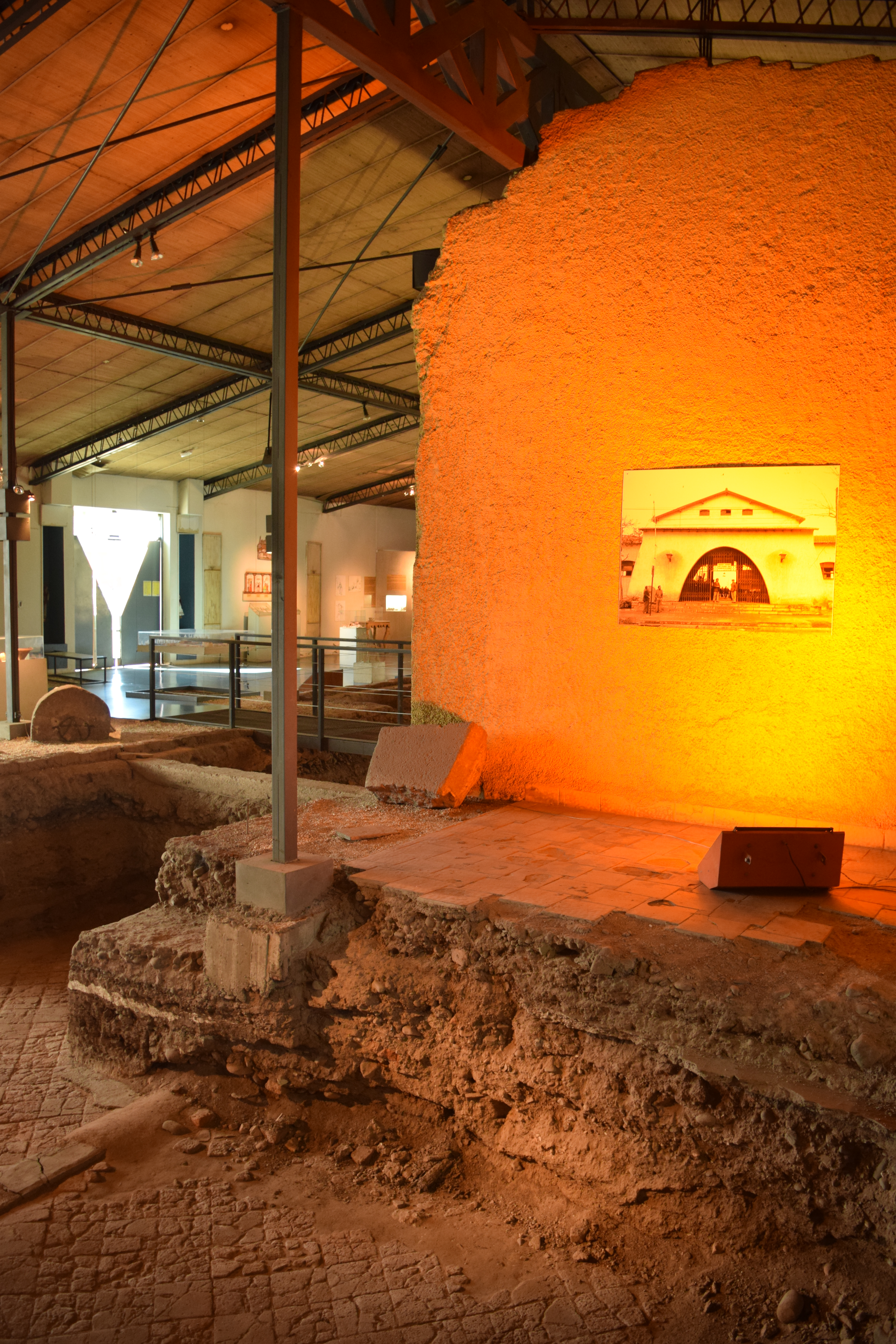
Interior del museo.

El Museo del Área Fundacional es un museo situado en la ciudad de Mendoza, en Argentina. Fue fundado en 1993. Posee exposiciones de elementos de valor histórico y arqueológico de la región. Se encuentra en el centro histórico de la Ciudad Vieja, sobre la plaza Pedro del Castillo, sitio en donde se produjo la fundación de la ciudad, realizada por Pedro del Castillo en el año 1561 y donde luego funcionó el Cabildo colonial antes de su destrucción en el terremoto de Mendoza de 1861. En este solar también funcionó el Matadero (1877), y luego la feria municipal (1930).

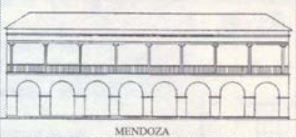
Cabildo de Mendoza hacia 1749

## Estructura
El museo tiene una estructura superficial, en la cual se localiza la mayor parte de las exhibiciones, así como también un nivel subterráneo en el cual se pueden observar los restos de la fuente del pueblo destruida por el mencionado terremoto. También se conservan restos de la calzada de la época colonial. 

## Exposiciones
El museo cuenta con varios dioramas y fotografías que ilustran la evolución histórica de la ciudad y el área circundante. Hay cuadros y esculturas de artistas locales, y objetos antiguos tales como botellas, armas o mapas.
En una de sus murallas (norte) se encuentran las marcas del fusilamiento de los Hermanos Carrera.